# Андрей Ходжов
Андрей Ходжов е български политик и адвокат.

## Биография
Роден е на 14 октомври 1869/1870 година в град Стара Загора. Между 1875 и 1885 година в родния си град, а след това и в Одринската гимназия. В периода 1886 – 1889 година учи социални науки в Лайпциг. После защитава докторат по правни науки в Брюксел. Става член на Либералната партия и е адвокат в Пловдив. През 1893 година става адвокат в Стара Загора. Между 1899 и 1903 година е член на Прогресивнолибералната партия. От 1902 до 1920 година работи като финансист и членува в ръководството на различни частни институции. През 1920 година е в УС на Софийска банка. През 1922 година влиза в Конституционния блок. На следващата година влиза в Демократическия сговор и участва в подготовката на Деветоюнския преврат.